# Tulipa kopetdaghensis
Tulipa kopetdaghensis är en liljeväxtart som beskrevs av Boris Fedtjenko och Ekaterina Georgiewna Czerniakowska. Tulipa kopetdaghensis ingår i släktet tulpaner, och familjen liljeväxter. Inga underarter finns listade.